# Ochrilidia orientalis
Ochrilidia orientalis är en insektsart som beskrevs av Salfi 1931. Ochrilidia orientalis ingår i släktet Ochrilidia och familjen gräshoppor. Inga underarter finns listade i Catalogue of Life.